# Henry Robertson Bowers

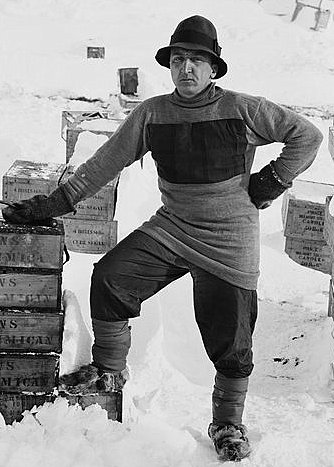
Henry Bowers (Oktober 1911)

Henry Robertson „Birdie“ Bowers (* 29. Juli 1883 in Greenock; † 29. März 1912, Ross-Schelfeis, Antarktis) war ein britischer Polarforscher. Er nahm an der Terra-Nova-Expedition (1910–1913) unter Robert Falcon Scott teil. Bowers starb wie die anderen vier Mitglieder von Scotts Polgruppe auf dem Rückweg vom geographischen Südpol.

## Frühes Leben
Bowers wurde 1883 in Greenock in eine Familie von schottischem Ursprung geboren und von seiner Mutter aufgezogen, nachdem sein Vater in Rangun starb, als Bowers drei Jahre alt war. Das erste Mal zur See ging er als Kadett der Handelsflotte, wo er auf der HMS Worcester ausgebildet wurde und fünf Mal auf der Loch Torridon um die Welt segelte. 1905 heuerte er bei der Royal Indian Marine an, wurde beim Dienst in Ceylon und Burma zum Unterleutnant befördert und kommandierte ein Kanonenboot auf dem Fluss Irrawaddy. Später diente er auf der HMS Fox, wo er Waffenschmuggel im Persischen Golf bekämpfte.

## Terra-Nova-Expedition 1910–1912
Bowers stieß 1910 zu Robert Falcon Scotts Terra-Nova-Expedition, nachdem er die Berichte von Scotts früherer Discovery-Expedition und Ernest Shackletons Nimrod-Expedition gelesen hatte. Er besaß keine vorhergehende Polarerfahrung, wurde Scott aber von dessen Mentor und ehemaligen Präsidenten der Royal Geographical Society, Sir Clements Markham, empfohlen. Markham hatte Bowers an Bord der HMS Worcester getroffen und war so von ihm beeindruckt, dass Scott Bowers unbesehen zur Expedition einlud. Als sie sich zum ersten Mal trafen, war Scott von dem kleinen, stämmigen Mann jedoch nicht sehr beeindruckt. Scott sagte: „Nun ja, wir haben ihn jetzt bei uns und müssen das Beste daraus machen.“
Bowers war zunächst nur für die Schiffsmannschaft eingeplant. Er erwies sich jedoch schnell als hochbegabter Organisator, so dass Scott ihn bald zu einem Mitglied der Landungsgruppe beförderte, die für die Anlandung, die Verwaltung der Güter, die Navigation und die Verpackung der Schlittenrationen verantwortlich war. Hier erwies sich sein außergewöhnliches Erinnerungsvermögen für Scott als besonders hilfreich.
Scott hatte ursprünglich auch nicht geplant, „Birdie“ Bowers in seine Polargruppe aufzunehmen. Bowers gehörte der Schlittengruppe an, die von Scotts Stellvertreter Edward Evans geleitet wurde und die als letzte Unterstützungsgruppe den Marsch von Scott und dessen Team nach Süden begleitete. Am 4. Januar 1912 jedoch, als die Umkehr dieser Unterstützungsgruppe bevorstand, wurde Bowers von Scott in die Polargruppe aufgenommen. Dies war offenbar ein spontaner Entschluss. Einige Experten wie der Antarktisforscher Ranulph Fiennes kommen demgegenüber zu der Einschätzung, dass dies im Sinne eines schnelleren Vorankommens eine logische Entscheidung Scotts gewesen ist. Offenbar kam Scott auch zu der Erkenntnis, dass er einen weiteren erfahrenen Navigator benötigte, um ihre Position am Südpol zu bestätigen und eine Kontroverse wie jene um die Ansprüche von Frederick Cook und Robert Peary am Nordpol zu vermeiden.
Jedoch hatte Scott nur wenige Tage zuvor den Männern um Edward Evans befohlen, ihre Skier zu deponieren. Während Scott, Edward Wilson, Lawrence Oates und Edgar Evans auf Skiern unterwegs waren (auch wenn sie diese Technik nur unvollkommen beherrschten), musste Bowers demzufolge zu Fuß weiterreisen. Zudem zwängten sich nun fünf Männer in das für vier Personen ausgelegte Zelt und die ursprünglich für vier Männer ausgelegten Rationen mussten nun auf fünf umverteilt werden.
Am 16. Januar 1912, als sich Scotts Gruppe dem Pol näherte, war es Bowers, der als Erster die schwarze Fahne sah, die das etwa einen Monat zuvor angelegte Lager Roald Amundsens markierte. In diesem Moment wurde ihnen klar, dass sie im Rennen um den Südpol unterlegen waren. Am 18. Januar erreichten sie den Südpol und stießen dort auf das von Amundsen zurückgelassene Lager Polheim. Dort erfuhren die Männer durch eine datierte Notiz, dass Amundsen und seine Begleiter bereits 35 Tage zuvor am 14. Dezember 1911 erreicht hatten.
Ihre Rückreise wurde bald zu einem tödlichen Wettlauf gegen das außergewöhnlich schlechte Wetter. Als Erster starb Edgar Evans am 17. Februar 1912, vermutlich aufgrund einer Gehirnverletzung, die er sich zuvor bei einem Sturz in eine Gletscherspalte beim Abstieg vom Polarplateau über den Beardmore-Gletscher auf das Ross-Schelfeis zugezogen hatte. Am 16. März verließ der unter seinen erfrorenen Füßen leidende Lawrence Oates in einem Schneesturm das gemeinsame Zelt, um in den Tod zu gehen und so seine Kameraden beim weiteren Marsch nicht zu behindern. Zusammen mit Scott und Edward Wilson marschierte Bowers drei Tage lang weiter, bis sie nach weiteren 32 Kilometern am 20. März in einer Entfernung von 17 Kilometern vom nächsten Depot von einem Schneesturm aufgehalten wurden. Dieser Schneesturm hielt mehrere Tage lang an, länger als ihre Nahrungs- und Brennstoffvorräte ausreichten. Die von Hunger, Kälte und Skorbut gezeichneten Männer waren zu schwach, um sich weiter vorzukämpfen. Bowers, Wilson und Scott starben am oder bald nach dem 29. März in ihrem Zelt, 238 Kilometer von ihrem Basislager, jedoch nur 18 Kilometer südlich des One Ton Depot. Dieses war am 13. Februar bei 79° 29′ S angelegt worden, über 56 Kilometer nördlich von der geplanten Lage. Diese Diskrepanz hatte auf der Rückreise der Südpolargruppe zwölf Monate später entscheidende Bedeutung. Ihre Leichen wurden im folgenden Frühling – am 12. November 1912 – von einer Suchgruppe gefunden. Das Zelt wurde über ihnen zusammengelegt und darüber ein Schneehügel errichtet, dessen Spitze ein Kreuz aus einem Paar Skiern überragte.
Nach Bowers sind in der Antarktis die Bowers Mountains, der Mount Bowers und der Bowers-Piedmont-Gletscher benannt.

## Aussehen und Spitzname
Bowers war etwa 1,60 m groß und damit relativ klein. Er hatte rotes Haar und eine hervorstechende schnabelähnliche Nase, die ihm unter seinen Kameraden bald den Spitznamen „Birdie“ einbrachte. Er war für seine Zähigkeit, seine Verlässlichkeit und seinen Frohsinn bekannt. Apsley Cherry-Garrard, ein weiteres Mitglied der Terra-Nova-Expedition, bemerkte, dass seine „Arbeitskapazität erstaunlich“ war und dass es „nichts Subtiles an ihm gab. Er war erkennbar einfach, geradeheraus und selbstlos.“ In seinem Tagebuch schrieb Scott über Bowers, er sei „der ausdauerndste Reisende, der jemals eine Polarreise unternahm, und auch einer der unerschrockensten“ und „als sich die Probleme über uns zusammenbrauten, leuchtete sein unerschrockener Geist sogar noch heller und er blieb bis zum Ende fröhlich, hoffnungsvoll und unbezwingbar“.